# Gällivare Lapland Airport
Luchthaven Gällivare (Gällivare Flyplats) is gelegen ongeveer 5 km ten oosten van de plaats Gällivare. Het ligt langs de Europese weg 45. Het bedient het zuiden van de Zweedse provincie Norrbottens län.